# NB Tenente Castelo (H-19)
O NB Tenente Castelo (H-19) é um navio-balizador da Marinha do Brasil. Este é o segundo navio de uma série de quatro unidades da mesma classe.

## Origem do nome
O NB Tenente Castelo (H-19) é a primeira embarcação da Marinha a utilizar esse nome. É uma homenagem ao 1º Tenente Hidrográfo José Ribamar dos Reis Castelo Branco, falecido em serviço de levantamento hidrográfico no canal Norte do rio Amazonas, na data de 18 de abril de 1953, quando embarcado no NHi Rio Branco.

## Missão
Está subordinado à Diretoria de Hidrografia e Navegação da Marinha do Brasil, Centro de Sinalização Náutica Almirante Morais Rego (CAMR), e atua no Serviço de Sinalização Náutica da Barra Norte do Rio Amazonas (SINBNT).
Foi construído no Estaleiro São João S.A., em Manaus, Amazonas, com financiamento Superintendência Nacional da Marinha Mercante (SUNAMAM), sua construção foi concluída nos Estaleiro da Amazônia (ESTANAVE).
Foi submetido a Mostra de Armamento e incorporado a Armada em 15 de dezembro de 1983.

## Características
- Deslocamento: 300 ton (padrão), 420 ton (carregado)
- Dimensões: 37,51 m de comprimento, 8,83 m de boca, 3,50 m de pontal e 2,56 m de calado.
- Tripulação: 30 homens (3 oficiais)
- Propulsão: 2 motores diesel MAN modelo R8V16-18TL, 650 hp cada
- Velocidade (nós): máxima de 14 nós e sustentada de 10 nós.
- Raio de Ação: 2.880 milhas náuticas.
- Combustível: 85 toneladas
- Eletricidade: 3 motores MWM modelo D232-V8 e 3 geradores Negrini de 440V.
- Armamento: nenhum.
- Equipamentos:

1 pórtico de popa com capacidade de 10 toneladas;
1 pau de carga com capacidade de 4 toneladas